# لو بارلو
لو بارلو (بالإنجليزية: Lou Barlow)‏ هو مغن مؤلف وعازف قيثارة أمريكي، ولد في 17 يوليو 1966 في دايتون في الولايات المتحدة.

## وصلات خارجية
- الموقع الرسمي
- لو بارلو على موقع IMDb (الإنجليزية)
- لو بارلو على موقع ميوزك برينز (الإنجليزية)
- لو بارلو على موقع ميوزك برينز (الإنجليزية)
- لو بارلو على موقع أول ميوزيك (الإنجليزية)
- لو بارلو على موقع أول ميوزيك (الإنجليزية)
- لو بارلو على موقع ديسكوغز (الإنجليزية)
- لو بارلو على موقع ديسكوغز (الإنجليزية)
- لو بارلو على موقع قاعدة بيانات الفيلم (الإنجليزية)